# Сесилия (фрейлина)
Сесилия (дат. Cecilia; ум. после 1459 года) ― фрейлина при дворе Филиппы Английской, королевы-консорта Дании, Норвегии и Швеции. Позже была любовницей и морганатической женой короля Эрика Померанского, вдовца Филиппы. 

## Биография
О биографии Сесилии известно очень мало. Неясно в том числе и само её происхождение. Известно, что она была фрейлиной королевы Филиппы, супруги Эрика Померанского. Учитывая её высокое положение, можно с большой долей вероятности утверждать, что её семья принадлежала к дворянству.
Любовные отношения Сесилии с Эриком впервые отмечены в исторических хрониках после смерти королевы Филиппы в 1430 году. Как сообщается, их отношения изначально носили «характер брака». Их любовная связь, по-видимому, была хорошо известна общественности и считалась настолько скандальной, что Королевский совет упомянул её в своем официальном списке жалоб на короля. Сообщается, что одной из причин такой неприязни было предположение о том, что по не вполне понятной причине их отношения свидетельствовали о том, что король Эрик желал видеть Богуслава Померанского в качестве наследника своего престола и ввести наследственную монархию. Легенда гласит, что член риксрода Олуф Аксельсен Тотт однажды опрокинул карету Сесилии, трижды ударил её саму мечом и сказал передать свои «комплименты» королю Эрику, добавив, что однажды из-за неё король будет изгнан из Дании.
Относительно того, родила ли Сесилия от Эрика детей, сведений нет.
Сесилия была верной супругой и сопровождала Эрика в его изгнании на Готланде, куда он отправился в 1439 году, и вместе с ним отплыла в Померанию в 1450 году.  В эти же годы она сочеталась с ним браком. Дата этого события, впрочем, неизвестна. Единственным свидетельством их брака является запись о пожертвовании аббатству картезианцев Мариенкрон в Рюгенвальде, где она упоминается как «uxor regis» ― «жена короля». В одном документе 1459 года упоминается как «domina Cecilia regina» ― «владычица королева Сесилия». Король Эрик умер в 1459 году, и Сесилия, по всей видимости, пережила его, хотя больше ни в каких письменных источниках её имя не упоминается.